# Luis Ortíz (zapaśnik)
Luis Ortíz Soto (ur. 8 grudnia 1983) – portorykański zapaśnik walczący w stylu wolnym. Zajął 20 miejsce na mistrzostwach świata w 2003. Czwarty na igrzyskach panamerykańskich w 2003. Zdobył brązowy medal na mistrzostwach panamerykańskich w 2005 roku.